# Стрілець (газета)
«Стрілець» — фронтова газета Пресової Кватири УГА, 1919 виходила в Тернополі, Станиславі, Ходорові, Стрию, Борщеві й Кам'янці-Подільському; вийшло 95 чисел, наклад до 16000 примірників; редактори: І. Кревецький, Г. Микетей, О. Назарук. При «Стрільці» виходила бібліотечка для війська.